# Solenopsis latastei
Solenopsis latastei es una especie de hormiga del género Solenopsis, subfamilia Myrmicinae.
Las hormigas de esta especie son de tamaño pequeño, las reinas se pueden encontrar fácilmente en piscinas, fuentes de agua o piletas.
Su color es negro lustroso, con mandíbulas rojas y extremidades que terminan en una coloración roja.
Se encuentran tanto en la naturaleza como en las zonas urbanas.
Sus vuelos masivos son en verano, los vuelos normales pueden durar hasta febrero y empiezan en noviembre.
Está especie es poliginica.

## Distribución
Esta especie se encuentra en Argentina y Chile.